# GKK Šibenik
Građanski košarkaški klub Šibenka, hrvatski je košarkaški klub iz Šibenika osnovan 2010. godine raspadom Košarkaškog kluba "Šibenik". Klub se trenutačno natječe u Premijer ligi i ABA 2 ligi.

## Povijest
KK Šibenik, odnosno KK "Šibenka", osnovana je 1973. godine. Od osnutka je u samo šest godina postojanja prošla sve tadašnje lige i u sezoni 1979./80. ušla u prvu ligu Jugoslavije. Prvu službenu utakmicu klub je odigrao 27. travnja 1974. godine u tadašnjoj hrvatskoj ligi (3. jugoslavenska liga), izgubivši od sinjskoga Alkara, 73:75. 9. listopada 1976. godine klub je ušao u jugoslavensku 2. ligu – Zapad.
Godine 1983. postaju prvaci Jugoslavije, a u finalnoj su utakmici 9. travnja 1983. godine, pobijedili sarajevsku KK Bosnu. Naslov je Šibenčanima za zelenim stolom naknadno oduzet, i to samo dan nakon što su im dodijeljene medalje i pokal na Baldekinu, jer su odbili odigrati ponovljenu majstoricu s Bosnom u Novom Sadu. 
"Izvornu" majstoricu u Šibeniku dobili su Šibenčani u dramatičnoj završnici rezultatom 83:82, pogodcima iz slobodnih bacanja (iz KK Bosne osporavali su dosuđena slobodna bacanja), koje je realizirao Dražen Petrović. U sezonama 1981./82. i 1982./83. također su bili finalisti Kupa Radivoja Koraća, izgubivši oba puta od Limogesa iz Francuske. Kroz svoju povijest klub je iznjedrio mnogo mladih i darovitih igrača, a najpoznatiji je, nažalost prerano preminuli, Dražen Petrović. 
Raspadom Jugoslavije klub je postao članom A-1 Hrvatske lige, a 2010. biva ugašen zbog financijskih problema.
Košarkaški klub “Šibenik Stari grad” (KK Šibenik SG) službeno je počeo s radom 2. studenoga 2010. godine(kao nasljednik KK Varoša) kad je održana izvanredna izborna Skupština. Na istoj je izabran novi Upravni odbor i druga tijela kluba. Uprava je satkana od poznatih gospodarstvenika, bivših igrača i uglednih sportskih djelatnika. Klub je preuzeo obveze KK “Stari grad”.
Šibenski košarkaški drugoligaš od kolovoza 2011. nosi ime GKK Šibenik (Građanski košarkaški klub "Šibenik"), skraćeno Šibenik. Odluka o promjeni imena donesena je na Skupštini kluba, kao i odluka da na čelu Upravnog odbora i dalje ostaje Ante Gaćina.
U klubu djeluju sve selekcije; od seniora, juniora, kadeta, mlađih kadeta do pionira i početnika. 
Pri klubu rade ili su radili košarkaški treneri: Jeronimo Šarin, Petar Maleš, Miro Jurić, Nenad Amanović, Josip Klisović i drugi.
GKK Šibenka ima odličnu suradnju s OKK Dražen Petrović, šibenskoj školi košarke u kojoj kao treneri rade redom bivši prvotimci Šibenke: Branko Klisović, Zoran Huljev, Ante Nerber, Miro Jurić, Krešimir Vlaić, Marko Matulja i drugi. 
Klub se natječe u svim ligama pod okriljem Hrvatskog košarkaškog saveza. Seniorski sastav u A-2 ligi - jug u sezoni 2011./12. zauzeo je drugo mjesto. U sezoni 2012./2013. zauzeo je prvo mjesto u istom natjecanju, osvojivši u kvalifikacijama za A-1 ligu prvo mjesto. S osam pobjeda i bez poraza u kvalifikacijama, klub je izborio plasman u najviši rang hrvatske košarke. 
Nakon neloše premijerne prvoligaške sezone, sezonu 2014./15. klub zaključuje na drugom mjestu u regularnoj sezoni lige, dok u tzv. Ligi za prvaka, zauzima osmu poziciju. 
U sezoni 2015./16., također su igrali Ligu za prvaka i osigurali 8. mjesto. U sezoni 2016./17., koju je klub odigrao fascinantno, ušavši u polufinale doigravanja za prvaka. To je bio još jedan od većih uspjeha kluba, koji je pokriven strateškim sponzorstvom turske Doguş Grupe. 
U ljeto 2017., klub je u dugu od 1,4 milijuna kuna, zbog čega predsjednik Ante Grbac podnosi ostavku. Skupština se sastaje 7. kolovoza te je donesena jednoglasna odluka da je novi sportski direktor bivši kapetan momčadi Filip Vukičević, a novi, no privremeni predsjednik, predstavnik klupskog sponzora Doguš grupe, Bašar Egemen. 
Prebrodivši financijsku krizu, na samom isteku 2017. godine, s mladom ekipom i nekoliko iskusnijih igrača, klub se nalazi pri samom vrhu HT Premijer lige. Kao hit domaćeg prvenstva, narančasti se nakon 11. kola nalaze na diobi drugog mjesta sa Zadrom iza neprikosnovene Cedevite. U sljedeću sezonu, 2018./19., klub s Baldekina ulazi s novim trenerom Mirom Jurićem, a kasnije se ekipi priključuje i 15-godišnji Tomislav Ivišić, zlatni hrvatski U-16 reprezentativac iz 2018. godine.
Sredinom lipnja 2019. godine, glavni sponzor Doguš grupa napušta klub, a poziciju predsjednika umjesto Bašara Egemena, preuzima odvjetnik Ante Burić. Dana 6. kolovoza 2019. godine, klub potvrđuje promjenu imena u "Šibenka", punim imenom Građanski košarkaški klub "Šibenka", vrativši tako ime koje je obilježilo najveće dane kluba.
U novu se sezonu, 2019./20., ulazi s, dakle, promijenjenim imenom i starim trenerom Jurićem, no 4. studenog dolazi do promjene. Nakon visokog (111:77) poraza od lidera prvenstva Cibone, novi je strateg kluba s Baldekina Edi Dželalija. 

### Imena kroz povijest
- 1973. – 1979. KK Šibenik
- 1979. – 1992. KK Šibenka
- 1992. – 1994. KK Šibenik Zagrebmontaža (Šibenik ZM)
- 1994. – 1995. KK Šibenik
- 1995. – 1996. KK Šibenik A.E.C.
- 1996. – 1999. KK Šibenik
- 1999. – 2000. KK Jadransko osiguranje
- 2000. – 2003. KK Šibenik
- 2003. – 2004. KK Šibenka
- 2004. – 2005. KK Šibenka Dalmare
- 2005. – 2010. KK Šibenik (ugašen 2010.)
- 2010. – 2011. KK Šibenik Stari Grad
- 2011. – 2019. GKK Šibenik
- 2019.–danas GKK "Šibenka"

## O klubu
Boja dresova kluba je narančasta, a pričuvna crna. Navijači košarkaškog kluba nazivaju se Šibenski funcuti. Svoje domaće utakmice klub igra u gradskoj športskoj dvorani na Baldekinu. Aktualni predsjednik kluba je Ante Burić, a sportski direktor Filip Vukičević. Predstavnik kluba je Damir Grandeš.
Stručni stožer na čelu s glavnim trenerom Dženanom Rahimićem čine još pomoćni treneri Miro Jurić i Petar Maleš, kondicijski trener Krešo Baljkas i fizioterapeut Slaven Periša.
Himna kluba naziva se "Pjesma navijača KK Šibenka".
Objavljena je 1980-e godine, a pjeva je Klapa Šibenik.

## Priznanja

#### Klupski uspjesi
- A-2 Hrvatska košarkaška liga: 2012./13.
- Prvaci regularnog dijela prvenstva: 1982./83., 2016./17.

#### Međunarodni uspjesi
- finalist Kupa Radivoja Koraća: 1981./82., 1982./83.

## Najpoznatiji treneri
- Nikola Kessler
- Zoran Slavnić
- Vlado Đurović
- Faruk Kulenović
- Nenad Amanović
- Dušan Ivković
- Bora Đaković
- Jeronimo Šarin

Od osnutka kluba prvih mjeseci momčad je vodio Branko Bukić, profesor Ivica Slipčević momčad je uveo u drugu jugoslavensku ligu, zatim je neko vrijeme momčad vodio Nikola Jelavić, a Nikola Kessler je uveo momčad u prvu jugoslavensku ligu pobjedom protiv Libela Celje 24. ožujka 1979 rezultatom 97:67 (51:29)
Prve dvije prvoligaške sezone trener je bio Vojislav Vezović, a Zoran Slavnić šef stručnog štaba, igrač - trener. 
1981 godine trener postaje Faruk Kulenović, kada klub prvi put učestuje u nekom europskom natjecanju, Kupu Radivoja Koraća. 
Od 1982 do 1984 trener je Vlado Đurović, zatim Dušan Ivković, Bora Đaković, Mladen Šestan.
Klub su još trenirali Živko Ljubojević,  Vlado Vanjak,  Boris Kurtović,  Anđelko Matov,  Dražen Brajković i Denis Bajramović.

## Najpoznatiji igrači
- Dražen Petrović
- Aleksandar Petrović
- Predrag Šarić
- Ivica Žurić
- Nenad Slavica
- Ivica Gulin
- Željko Marelja
- Branko Macura
- Zoran Slavnić
- Srećko Jarić
- Miro Jurić
- Bruno Petani
- Živko Badžim
- Zoran Kalpić
- Fabijan Žurić
- Nikola Jelavić
- Živko Ljubojević
- Sreten Đurić
- Nikola Radulović
- Srđan Dabić

### Povijesni sastavi
- Hrvatska liga, trener prof. Ivica Slipčević:

Šuperba, Ninić, Smolić, Milković, Škaro, Nenad Amanović, Bobić, Ramljak, Bujas, Aleksandar Petrović, Lakoš, Batinica
- Druga liga, trener pok. Nikola Kessler:

Jurković, Anđelić, Smolić, Goran Furčić, Nikola Jelavić, Petani, Amanović, Bobić, Kašić, Predrag Šarić, A.Petrović, Nenad Slavica
- Druga liga (1978/79)

trener Nikola Kessler
Bruno Petani, Davor Kašić, Darko Šare, Nenad Slavica, Fabijan Žurić, Veselin Marunić, Željko Marelja, Predrag Šarić, Zoran Kvinta, Nenad Amanović, Darko Aras, Boris Babić
- 1. prvoligaška sezona (1979/80)

trener Vojislav Vezović
Vučica, Fabijan Žurić, Kulušić, Ljubojević, Petani, D.Petrović, Slavnić, Macura, Marelja, Šarić, Bobić, Slavica
- 2. prvoligaška sezona (1980/81)

trener Vojislav Vezović
Vučica, F.Žurić, Kulušić, Jablan, Petani, D.Petrović, Slavnić, Macura, Marelja, Šarić, Jarić, Slavica
- 3. prvoligaška sezona (1981/82)

trener Faruk Kulenović (završnica Kupa Radivoja Koraća 1981./82.)
D.Petrović, Fabijan Žurić, Robert Jablan, Živko Ljubojević, Bruno Petani, Sreten Đurić, Damir Damjanić, Branko Macura, Željko Marelja, Predrag Šarić, Srećko Jarić, Nenad Slavica
- 4. prvoligaška sezona (1982/83)

trener Vladimir Đurović (završnica Kupa Radivoja Koraća 1982./83.)
D.Petrović, Milan Zečević, Ivica Žurić, Živko Ljubojević, Bruno Petani, Sreten Đurić, Damir Damjanić, Branko Macura, Željko Marelja, Predrag Šarić, Srećko Jarić, Nenad Slavica
- 5. prvoligaška sezona (1983/84)

trener Vladimir Đurović
Seper, Zečević, I.Žurić, Ljubojević, Petani, Đurić, F.Žurić, Macura, Kurelić, Šarić, Jarić, Livljanić

## KK Šibenik u međunarodnim natjecanjima
Najveći uspjeh Šibenika je finale Kupa Radivoja Koraća 1982. i 1983. godine. U tom natjecanju je klub sudjelovao devet puta, a 2004./05. su sudjelovali i u Jadranskoj ligi, gdje su zauzeli jedanaesto mjesto.

## Zanimljivosti
- Klub je postavio svojevrsni svjetski rekord - nakon što su gubili 18 razlike kod kuće protiv KK Partizana, predvođenog Divcem, Paspaljem, Đorđevićem i ostalima, Šibenčani, prave seriju 21:0 (odnosno 24:1), kojom preokreću i dobivaju utakmicu. Uz sve to valja imati na umu kako je to bilo u doba dok je utakmica sadržavala 2 poluvremena, a sat se, prilikom postignutog koša, nije zaustavljao.

## Vanjske poveznice
- sibenik.in: Video Dani ponosa i slave  Arhivirana inačica izvorne stranice od 20. listopada 2013. (Wayback Machine)
- linguasport - rezultati košarkaških eurokupova